# Teoderyk I (król Wizygotów)
Teoderyk I, Teodoryk I (zm. 20 czerwca 451) – król Wizygotów od 419 (lub końca 418) z rodu Baltów.
Był nieślubnym synem króla Alaryka (zm. 410). Wstąpił na tron po śmierci Walii; rezydował głównie w Tolozie (obecnie Tuluza), rozszerzając państwo wizygockie na część dzisiejszej Hiszpanii. Uczestniczył w wyprawach wojskowych cesarstwa zachodniorzymskiego, m.in. w bitwie na Polach Katalaunijskich (obecnie Francja) w czerwcu 451, gdzie wojska Rzymian i Wizygotów zmierzyły się z Hunami pod wodzą Attyli. W bitwie tej Teoderyk poległ. Dokładne okoliczności jego śmierci nie są znane. Według jednej z wersji spadł z konia, inna mówi o tym, że został ugodzony oszczepem przez Andaga, jednego z wodzów Ostrogotów. Rodzina tegoż jeszcze ponad sto lat później chlubiła się tym, że to właśnie on zadał śmiertelny cios. Jego następcą został syn Toryzmund; na tronie wizygockim zasiadali później jeszcze dwaj synowie Teoderyka – Teodoryk II i Euryk.
W bitwie na Polach Katalaunijskich Teoderyk odegrał znaczącą rolę, przyczyniając się do sukcesu sprzymierzonych sił rzymskich i wizygockich. Według jednej z teorii zginął na rozkaz wodza Rzymian Aecjusza; Aecjusz miał wydać rozkaz zabicia Teoderyka w czasie bitwy, nie chcąc wypełnić postawionego przez króla Wizygotów warunku – Aecjusz podobno przed laty wziął w niewolę ciężarną żonę Teoderyka, poślubił ją i wychowywał urodzoną wkrótce jej córkę jak własną, a Teoderyk uzależniał udział w wojnie z Hunami od zwrotu córki.